# 연동교회
연동교회(蓮洞敎會)는 서울시 종로구 연지동에 위치한 대한예수교장로회(통합) 서울노회 소속 교회이다.

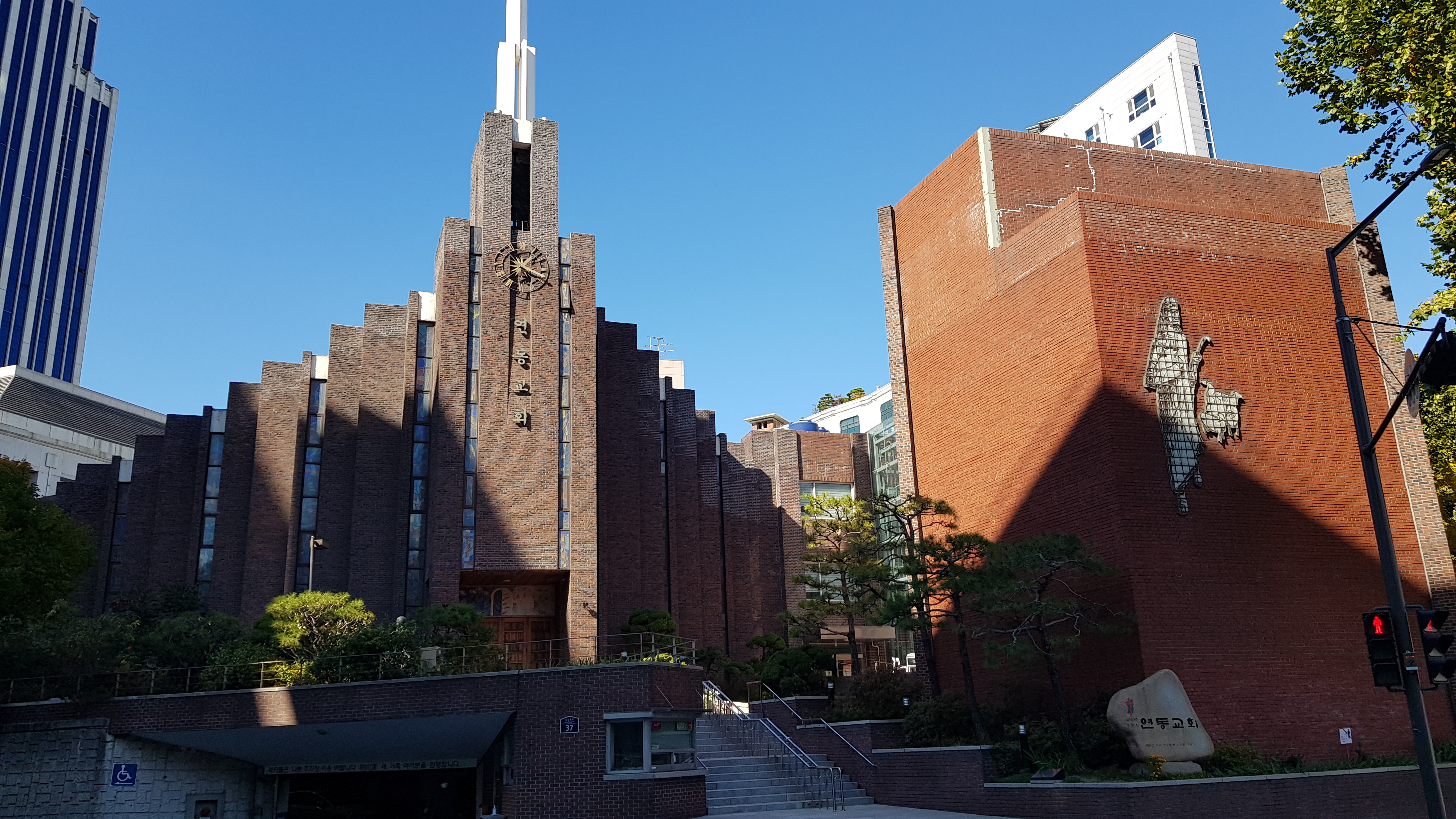
서울 연동교회

## 개요
조선 말기인 1894년에 설립된 오래된 교회이다. 미국 북장로회 소속의 모삼열(본명 S. F. Moore)이  1894년 전도하여 몇 명의 신자를 얻었고, 그래함 리(한국명 이길함) 선교사와 서상륜이 연지동 136-17번지의 초가를 예배당으로 삼아 예배를 시작한 것이 시초이다. 연동교회의 초기 신자들은 천민에 속한 갖바치들 즉, 신을 삼는 노동자들이었다고 한다. 점차 신도가 증가하면서 이듬해에는 교육 기관인 연동소학교를 세워 여학생도 모집해 운영했다. 이 학교는 정신여자고등학교의 전신이 되었다.
1900년에는 제임스 게일이 초대 담임목사로 부임해 왔고, 한옥집을 개조해 교회당으로 사용하는 등 본격적으로 교회가 발전하기 시작했다. 이때 장로를 선출하였는데 양반들은 낙선하고 갖바치 출신의 고찬익이 장로로 선출되었다. 그러나 이 일로 양반들은 종묘 옆 봉익동에 예배처소를 마련하고 1910년 묘동교회를 설립하였다. 1904년의 기록에 따르면, 연동교회의 주일예배 참석 인원은 163명이고 이 가운데 세례교인이 35명이었다. 박승봉, 유성준, 이상재 등 양반 출신의 개화파 청년들도 여럿 있었다. 헤이그 밀사 사건의 이준 역시 교인이었다.
1907년에는 매주 1천 2백명의 교인이 출석할 만큼 교회가 확장되었다. 같은 해 어린이 교육을 위해 소아회(小兒會)라는 이름으로 주일학교를 처음 시작하여 근대 한국 기독교의 교육 분야에서 선구적인 역할을 했다. 소아회로 인해 어린이 신도 수가 크게 늘어났고, 다른 교회에서도 차츰 어린이 전도와 교육에 관심을 갖게 되었다. 연동여학교의 영향으로 신교육을 받은 여성 신자도 늘어나 김마리아, 신의경, 유각경, 김필례 등 유명한 인물들을 배출하기도 했다.
연동교회의 유성준 등 일부 양반들은 김창재의 집에서 시작한 안동교회로 분립하였다.
중일전쟁 이후 조선총독부는 '일선(日鮮) 기독교 일체화' 라는 종교정책을 세우고 1942년 9월7일 '조선에서 기독교의 일본화 급무'를 시작으로 한국 기독교의 말살을 획책했다. 1943년 1월26일 새문안교회에서 개최된 제1차 합동준비위원회를 첫 모임으로 교파 합동안이 토의 됐으나 서로 다른 역사적, 교리적, 교회법 문제로 합의하지 못했다. 결국 주시하고 있던 총독부는 감리교가 주동이 된 조선혁신교단을 결성하고 연동교회 제3대 담임목사인 전필순 목사를 의장에 앉혔다. 하지만 이후 장로교, 감리교의 반발로 조선혁신교단은 실효를 거두지 못하고 전필순 목사도 반대하여 이탈했다. 1959년 대한예수교장로회가 분열될 때는 예장통합 측에 속했다.

## 역대 담임목사
- 제1대 : 제임스 게일 (1900 ~ 1927)
- 제2대 : 함태영 (1929 ~ 1941)
- 제3대 : 전필순 (1941 ~ 1961)
- 제4대 : 백리언 (1962 ~ 1966)
- 제5대 : 김형태 (1967 ~ 1989)
- 제6대 : 이성희 (1990 ~ 2018)
- 제7대 : 김주용 (2019 ~ 현재)

## 같이 보기
- 정신여자고등학교
- 트레스디아스
- 이상재
- 소아회
- 김마리아
- 산업선교회

## 참고자료
- 고춘섭 (편저자) (2004년 12월 5일). 〈자세히 쓴 교회 연혁〉 (PDF). 《사진으로 보는 연동교회 110년사》. 서울: 대한예수교장로회 연동교회. 2016년 3월 4일에 원본 문서 (PDF)에서 보존된 문서. 2008년 5월 17일에 확인함.